# Donatella Bianchi
Donatella Bianchi (La Spezia, 1º ottobre 1963) è una giornalista, politica e conduttrice televisiva italiana.
Dal 2014 al 2022 è stata Presidente del WWF Italia e dal 2019 al 2024 è stata Presidente del Parco nazionale delle Cinque Terre. È nota al grande pubblico soprattutto per la conduzione del programma TV Linea blu, in onda su Rai 1.

## Biografia
Nata il 1º ottobre 1963 a La Spezia, nel 1978, appena quindicenne e dopo aver abbandonato la scuola, ha debuttato a Domenica In ideata e presentata da Corrado. Nello stesso anno Bianchi diventa, sempre con Corrado, anche la voce della Mira Lanza, per cui incide anche il singolo “Mira Mira l’Olandesina”. Corrado è una sorta di mentore all’inizio della carriera: con lui prende parte nel 1981 a Gran Canal, il varietà ideato dallo storico  presentatore andato in onda su Rai 2.
Iscritta all'albo dei giornalisti professionisti dal 17 maggio 1985, ha debuttato in televisione all'età di 15 anni nel programma di Rai 1 Domenica in condotto da Corrado, suo talent-scout. Nello stesso anno per il jingle della Mira Lanza, che aveva sempre come testimonial Corrado, incise il singolo Mira Mira l'Olandesina per la Warner Bros. Italia. Ancora con Corrado nel 1981 partecipò a Gran Canal su Rai 2. In lei matura la passione per il giornalismo e torna in tv, su Rai 2, con il programma Sereno Variabile quale inviata speciale, dal ’89 al ’92, firma e conduce la rubrica “Viaggi d’Autore” con reportage e dirette dalle Azzorre, Yemen, Egitto, Israele, Tunisia, Canada realizzando numerose interviste esclusive.
Collabora con la Testata Giornalistica Regionale fino al 1994 come conduttrice del Tg Lazio e della rubrica Tgr Italia Agricoltura, in onda su Rai 3, un programma realizzato per conto del Ministero delle politiche agricole alimentari e forestali contenente notizie sul mondo agricolo italiano. Firma e conduce numerosi programmi radiofonici tra i quali "Senti la Montagna" (Radiouno) e "Quando i Mondi si incontrano" (Radiouno).
Dal 1994 conduce Linea blu su Rai 1. È una trasmissione che si prefigge l'obiettivo di sviluppare negli spettatori la cultura del mare (pone l'accento sui problemi del mare, sull'economia marittima, sulle tradizioni marinare, sull'ambiente e il territorio). Numerose le personalità che hanno collaborato negli anni con la trasmissione: Umberto Pellizzari, Enzo Maiorca, Raimondo Bucher e altri atleti, subacquei e apneisti.
Nel 2005 è stata testimonial dell'A.C.A.M. (Azienda Consorzio Acqua e Metano), della Spezia. Ha collaborato con il quotidiano genovese Il Secolo XIX e con numerose riviste specializzate come Gente Viaggi e Archeo.
Nel 2009 ha pubblicato il suo primo libro "Storie dal Mare" Aliberti Editore.
A giugno del 2014 è stata eletta Presidente del WWF Italia.
Il 26 marzo 2019 il Ministro dell'ambiente Sergio Costa, d’intesa con il Presidente della Regione Liguria Giovanni Toti, nomina la giornalista nuovo presidente del Parco nazionale delle Cinque Terre; succede a Vittorio Alessandro, ultimo presidente, e Vincenzo Resasco, vice-presidente facente funzione che aveva rassegnato le dimissioni qualche giorno prima. Si insedia ufficialmente il 5 settembre seguente.
Nel maggio 2020 entra a far parte del comitato di esperti in materia economica e sociale, presieduta da Vittorio Colao, per organizzare la ripartenza italiana dopo l'emergenza COVID-19; in particolare Bianchi è stata scelta per le valutazioni ambientali.
Dal 2020 fa parte del Direttivo della Fondazione Tusa in memoria dell'archeologo siciliano Sebastiano Tusa. Nel 2021 entra nella Commissione Comunicazione e Sostenibilità della FIV (Federazione Italiana Vela).
Il 27 dicembre 2022 Giuseppe Conte la individua come candidata a presidente della regione Lazio in vista delle elezioni regionali del 2023, a guida della coalizione composta da Movimento 5 Stelle e Polo progressista di sinistra e ecologista (lista che include Sinistra Italiana e Coordinamento 2050). Si piazza in terza posizione con il 10,75%, venendo sconfitta dal candidato del centro-destra Francesco Rocca; viene eletta consigliera regionale con circa 7.000 preferenze personali, ma l'8 marzo seguente - prima dell'insediamento in carica - rinuncia al seggio e subentra al suo posto l'ex sindaco di Pomezia Adriano Zuccalà.

## Opere
- Donatella Bianchi, Storie dal Mare, Reggio nell'Emilia, Aliberti Editore, 2009, ISBN 978-88-7424-456-0.
- Donatella Bianchi, Le 100 perle del mare italiano, Milano, Rizzoli Editore, 2012, ISBN 978-88-17-05723-3.
- Donatella Bianchi, L'eredità del mare, Rai Libri, 2020

## Discografia

### Singoli
- 1979 - Mira mira l'olandesina/Io con te (Warner Bros. Records, T-17401)

## Premi e riconoscimenti
- Nel giugno del 2003 ha ricevuto ad Alghero, per la sezione giornalismo, la IX edizione del "Premio Nazionale Alghero Donna di Letteratura e Giornalismo".
- Accademico di Ustica dal 2009, riconoscimento assegnato dall'Accademia Internazionale di Scienze e Tecniche Subacquee ogni anno con l'attribuzione del premio Tridente d'Oro a chi si è distinto particolarmente nelle attività subacquee.
- Nell'occasione della Festa della Repubblica Italiana del 2010, il Presidente della Repubblica Giorgio Napolitano le ha conferito l'onorificenza di Commendatore dell'Ordine al merito della Repubblica italiana.
- In maggio 2010 ha ricevuto il Premio Capo D'Orlando nella sezione divulgazione culturale.
- Il 6 settembre 2010 ha ricevuto il Premio speciale, sezione giornalismo, nella VI edizione del "Premio Letterario Nazionale Albori-Costa D'Amalfi" per il suo impegno nella difesa e valorizzazione dell'ambiente.
- "Ambasciatore della Biodiversità 2010" riconoscimento attribuitole dal Ministero dell'Ambiente e della Tutela del Territorio e del Mare per l'impegno profuso nella divulgazione della tutela dell'ambiente e della biodiversità.
- Il 29 novembre 2017, presso la Rappresentanza italiana del Parlamento Europeo, la sottosegretaria al ministero dell'Ambiente Silvia Velo ha consegnato a Donatella Bianchi il premio DonnAmbiente, alla sua terza edizione[13] (promosso dall'associazione ambientalista 5 Terre Academy, per l'impegno costante nella divulgazione dei temi legati alla valorizzazione, tutela e salvaguardia ambientale[14].
- È stata nominata cittadina onoraria nei comuni di Lampedusa e Linosa , di Santa Teresa di Gallura (SS) e Ustica (PA).